# Palm Springs Weekend
Palm Springs Weekend (bra Week-end em Palm Springs) é um filme estadunidense de comédia romântica de  1963, dirigido por Norman Taurog para a Warner Bros.. Traz elementos dos filmes da Turma da Praia lançados pela AIP) e foi chamado de uma versão menor "oesterizada" de Were the Boys Are pela Revista Billboard.

## Elenco
- Troy Donahue...Jim Munroe
- Connie Stevens...Gail Lewis/Jane Hoover
- Ty Hardin...Doug 'Stretch' Fortune
- Stefanie Powers...Bunny Dixon
- Robert Conrad...Eric Dean
- Andrew Duggan...Chefe de Polícia Dixon
- Jack Weston...Treinador Fred Campbell
- Carole Cook...Naomi Yates
- Jerry Van Dyke...Biff Roberts
- Zeme North...Amanda North
- Bill Mumy...'Boom Boom' Yates
- Dorothy Green...Cora Dixon
- Robert Gothie...Gabby
- Tina Cole...Ruth Stewart

Notas: A colunista social Shirley Eder faz uma aparição como ela mesma na cena da loja de discos;  Mike Henry aparece como o valete do estacionamento do Riviera Hotel; Dawn Wells e Linda Gray fazem figurações sem diálogos.

## Sinopse
Um time de basquete universitário resolve escapar de Los Angeles e viajar para Palm Springs para o feriado de Páscoa. Sem eles saberem, o treinador viaja junto mas resolve deixá-los de folga. Na cidade, o capitão do time Jim Munroe se interessa pela lojista Bunny Dixon, desconhecendo que é a filha do superprotetor delegado local. No resort se hospeda a garota pobre Jane, que se passa por uma estudante universitária do Havaí chamada Gail e é disputada pelo dublê de cinema Stretch e pelo ricaço mimado Eric. Enquanto os namoricos se desenvolvem, o desastrado estudante de ciências Biff e o menino peralta 'Boom Boom' aprontam várias confusões entre os hóspedes.

## Produção
Jack Warner ficou impressionado com o sucesso de Where the Boys Are (1960) e queria fazer um filme similar, sobre os adolescentes que vão para Palm Springs na Páscoa, usando vários atores jovens que ele mantinha sob contrato. O estúdio definiu o título Palm Springs Weekend mesmo antes do roteiro ser escrito.
Warner deu a produção para Michael A. Hoey, que nunca fizera isso antes, mas impressionara o chefe com seu trabalho de assistente de direção em The Chapman Report
Earl Hamner Jr, cujo romance Spencer's Mountain tivera os direitos comprados pelos Warners, foi contratado para escrever o roteiro. Hamner (em tradução livre):
Eles deram o roteiro de Spencer's Mountain para outros escreverem e eu acho que o Senhor Warner pensou que me devia algo. Ele me chamou e perguntou sobre Palm Springs. Eu acabara de chegar de New York, e falei que nunca estivera nesse lugar. Ele disse: 'eu quero que você vá lá para o feriado da Páscoa e observe tudo ao redor e veja se volta com um filme'... Eu supus que ele achava que como tinha escrito Spencer's Mountain, confiava que poderia escrever sobre a juventude
Quando Norman Taurog assinou para ser o diretor, ele achou que o roteiro precisava de mais alguma coisa e então o estúdio contratou David Schwartz, que adaptou Sex and the Single Girl. Eles não gostaram do seu trabalho daí contrataram outro escritor, Danny Arnold, para dar a finalização.
Alguns vereadores de Palm Springs criticaram o roteiro.
Tuesday Weld era a atriz inicialmente escolhida para interpretar Gail, mas Connie Stevens ficou com o papel. Troy Donahue sempre foi o preferido para ser Jim Munroe mas ele se recusou a ficar com o papel alegando "ninguém acha que esse tipo de filme trará vantagens em particular para nossas carreiras" - mas o estúdio o suspendeu. Ele ficou sem dinheiro então concordou em entrar para o elenco.
O personagem de Ty Hardin foi escrito especialmente para ele pois Hoey ficara impressionado com sua atuação em  The Chapman Report. Steve Trilling da Warners queria que o papel de Eric ficasse com Edd Byrnes mas Hoey insistiu em Robert Conrad. "Palm Springs Weekend foi uma oportunidade inacreditável para mim", disse Conrad mais tarde. "Eu vi a oportunidade para realizar uma interpretação realista".
Algumas notícias diziam que a esposa de Donahue,Suzanne Pleshette, estava cotada para o papel de Bunny, mas Hoey afirmou que nunca pensara nisso pois ela era muito madura para o papel; Stefanie Powers foi emprestada da  Columbia e entrou para o elenco.
As filmagens ocorreram entre 10 de fevereiro a 16 de maio de 1963. As locações foram em Palm Springs, e os interiores nos estúdios da Warners.
Troy Donahue mais tarde relembrou:
O melhor do filme era que foi feito em Palm Springs. E eu estava ali para beber e ficar com garotas. Eu me lembro que um amigo meu e eu começamos de lados opostos da cidade. No meio do filme nos cruzamos. Eu continuei e peguei todas as coisas que ele experimentou naquela direção e ele fez o mesmo de onde eu viera. Isto é, o filme foi brando comparado com a realidade.
Connie Stevens disse mais tarde: "De longe, aquele filme foi um dos mais divertidos que participei em toda a minha vida".
Os dois resorts vistos no filme são o Irwin Schuman-chamado Riviera Hotel (atualmente Riviera Palm Springs) no North Indian Canyon Drive; e o Desert Palms Inn - chamado de "Las Casa Yates" - na Jones Road em Cathedral City, Califórnia. Os dois hoteis serviram de locação para a maior parte das cenas, tanto em cenários reais como em réplicas no estúdio. Os cenários foram de George Hopkins.
O carro que Eric Dean dirige é um Ford Thunderbird 1963 prateado, enquanto Doug Fortune usou um Mercury Montclair 1957 vermelho. Quando Fortune sofre o acidente, contudo, ele é tirado de um Mercury Monterey 1954 vermelho
Um diálogo de Cora Dixon ("Eu não sei se o seu pai vai aguentar ficar com todos os adolescentes - e o prazo final do imposto de renda - tudo numa mesma semana") parece indicar que o filme se situa especificamente em abril de 1963, quando o Domingo de Páscoa coincidiu com o "Dia do Imposto".

### Música
Frank Perkins foi o autor da trilha sonora do filme. Larry Kusik e Paul Evans escreveram uma canção que aparece no encerramento, “Live Young.” É cantada na abertura dos créditos por Troy Donahue, e uma versão instrumental é ouvida durante a cena na casa de Ruth Stewart.
O Modern Folk Quartet aparece como eles mesmos nas cenas do "Cassino do Jack" e apresenta duas canções, “The Ox Driver’s Song” e outra, sem identificação.
Ty Hardin canta à capela uma versão da tradicional “The Yellow Rose of Texas” e canta com Jerry Van Dyke "Bye Bye Blackbird” de Ray Henderson e Mort Dixon. Músicas da trilha sonora foram lançadas como um LP de vinil em 1964.

## Lançamento
O filme teve resenhas decentes. Não foi um grande sucesso de bilheteria mas deu lucros ao estúdio. Foi durante muito tempo exibido na televisão. Earl Hamner mais tarde afirmou: "Quando o telefone tocava por volta da meia-noite, eu sabia que era alguém me avisando que Palm Springs Weekend estava no ar".
Robert Conrad disse que sua atuação impressionou a Warners o suficiente para mantê-lo sob contrato por um bom número de anos. Troy Donahue mais tarde reclamou que o filme "era realmente ruim... um filme de praia ambientado no deserto" 
Um livro com o mesmo título, de Marvin H. Albert, foi publicado pela Dell Publishing na mesma época.

### Vídeo
O filme foi lançado em VHS em 1 de setembro de 1998, enquanto a versão para DVD, em 2009. O DVD é parte da coleção Warner Bros. Romance Classics Collection, que traz três filmes estrelados por Troy Donahue: Parrish (1961), Rome Adventure (1962) e Susan Slade (1961).